# Sunset Heat
Sunset Heat is een thriller uit 1992, geregisseerd door John Nicolella. De hoofdrollen worden vertolkt door Michael Paré, Adam Ant en Dennis Hopper.

## Verhaal
Eric Wright, een freelance fotojournalist uit New York bezoekt zijn vriend Danny Rollins in Los Angeles, waar hij vroeger woonde. Kort daarna steelt Danny een miljoen dollar van drugsdealer Carl Madson, een voormalige partner van Eric. Nadat Danny hierdoor werd vermoord zonder iemand te vertellen waar hij het geld had verstopt, dwong Carl Eric om het geld voor hem te vinden. Eric verzoent zich met zijn ex-vriendin Julie, die tot dan toe boos op hem was omdat hij haar jaren geleden abrupt verliet. Julie en haar broer proberen Eric te helpen het geld te vinden.
Nadat Carl Julie en Eric bij Julie's huis verraste en ze allebei samen in bed aantrof, was hij woedend omdat hij Julie lange tijd had gesteund toen ze financiële problemen had met haar club. Carl gijzelt Julie en zegt tegen Eric dat hij het geld binnen 12 uur moet hebben. Hoewel Eric niet weet waar het geld is, doet hij alsof hij het geld heeft en regelt een ontmoeting met Carl op het strand. Eric brengt Julie's broer naar de vergadering, die een geweer bij zich heeft. Carl arriveert om zijn lijfwacht en de corrupte politieagent Cook, die ook gewapend is met geweren, en de geketende Julie te ontmoeten. Terwijl Julie's broer en Carl's metgezel op enige afstand van elkaar wachten in de duinen, ontmoet Carl Julie en Eric beneden op het strand.
Bij de overdracht ontdekt Carl de bluf en begint een shootout waarin Carl wordt neergeschoten. Carl's lijfwacht wordt ook neergeschoten en Cook wordt gearresteerd door een patrouille-officier die verschijnt. Uiteindelijk rijden Julie en Eric van Danny's motor. De motorfiets begint te wiebelen tijdens het rijden en Eric stopt bij een benzinestation om de bandenspanning te controleren. De banden hebben niet de juiste spanning, maar ze lijken niet plat. Eric realiseert zich dat Danny het geld in de band had verstopt en de twee rijden vrolijk verder naar Baja California.

## Rolverdeling
| Acteur               | Personage     |
| -------------------- | ------------- |
| Michael Paré         | Eric Wright   |
| Adam Ant             | Danny Rollins |
| Dennis Hopper        | Carl Madson   |
| Daphne Ashbrook      | Julie         |
| Charlie Schlatter    | David         |
| Tracy Tweed          | Lena          |
| Little Richard       | Brandon       |
| Luca Bercovici       | Det. Cook     |
| Stefanos Miltsakakis | Arch          |
| Tony Todd            | Drucker       |

## Trivia
Het tankstation uit de allerlaatste scène, is dezelfde locatie die werd gebruikt in de film  Cobra uit 1986.